# 地獄烈伝
『地獄烈伝』 (Jigoku-Retsuden a.k.a Kiss Best、Kissology or Kiss Klassics) は、アメリカのハードロック・バンドのキッスが2008年に日本限定で発売したアルバム。
2009年には海外でも『ソニック・ブーム』のボーナス・ディスクとして発売された。

## 解説
CD、DVD各1枚で構成。
CDにはジーン・シモンズ、ポール・スタンレー、トミー・セイヤー、エリック・シンガーを擁する2008年当時の編成による、代表曲15曲の再録音が収録された。
DVDには1977年にオリジナル・メンバーによって行なわれた初の日本公演から、日本武道館におけるコンサートの模様が収められた。
2009年10月6日にデジパック仕様で再発売された。

## 収録曲

### CD
| #         | タイトル                             | 作詞・作曲                                           | リード・ボーカル                           | 時間  |
| --------- | ------------------------------------ | ---------------------------------------------------- | ------------------------------------------ | ----- |
| 1.        | 「デュース」                         | ジーン・シモンズ                                     | ジーン・シモンズ                           | 3:08  |
| 2.        | 「デトロイト・ロック・シティ」       | ポール・スタンレー、ボブ・エズリン                   | ポール・スタンレー                         | 3:57  |
| 3.        | 「狂気の叫び」                       | シモンズ、スタンレー、エズリン                       | スタンレー、シモンズ                       | 2:54  |
| 4.        | 「地獄の叫び」                       | スタンレー                                           | スタンレー                                 | 3:10  |
| 5.        | 「悪魔のドクター・ラヴ」             | シモンズ                                             | シモンズ                                   | 3:26  |
| 6.        | 「ラヴ・ガン」                       | スタンレー                                           | スタンレー                                 | 3:14  |
| 7.        | 「ラヴィン・ユー・ベイビー」         | スタンレー、ヴィニ・ポンシア、デズモンド・チャイルド | スタンレー                                 | 4:42  |
| 8.        | 「ヘヴンズ・オン・ファイアー」       | スタンレー、チャイルド                               | スタンレー                                 | 3:24  |
| 9.        | 「地獄の回想」                       | スタンレー、ヴィニー・ヴィンセント                   | スタンレー                                 | 3:56  |
| 10.       | 「勇士の叫び」                       | シモンズ、ヴィンセント                               | シモンズ                                   | 4:09  |
| 11.       | 「フォーエヴァー」                   | スタンレー、マイケル・ボルトン                       | スタンレー                                 | 3:53  |
| 12.       | 「クリスティーン・シックスティーン」 | シモンズ                                             | シモンズ                                   | 2:59  |
| 13.       | 「ドゥ・ユー・ラヴ・ミー」           | スタンレー、エズリン、キム・フォーリー               | スタンレー                                 | 3:39  |
| 14.       | 「ブラック・ダイヤモンド」           | スタンレー                                           | エリック・シンガー (イントロ：スタンレー） | 4:20  |
| 15.       | 「ロックンロール・オールナイト」     | スタンレー、シモンズ                                 | シモンズ                                   | 2:49  |
| 合計時間: | 合計時間:                            | 合計時間:                                            | 合計時間:                                  | 53:40 |

### DVD
1977年4月2日、東京・日本武道館で収録。
1. "Detroit Rock City"
2. "Let Me Go, Rock 'n' Roll"
3. "Ladies Room"
4. "Firehouse"
5. "I Want You"
6. "Cold Gin"
7. "Nothin' to Lose"
8. "God of Thunder"
9. "Rock & Roll All Nite"
10. "Shout It Out Loud"
11. "Black Diamond"

## パーソネル

### CD
- ジーン・シモンズ – Bass guitar, Lead vocals
- ポール・スタンレー – Rhythm guitar, Lead vocals
- トミー・セイヤー – Lead guitar, Backing Vocals
- エリック・シンガー – Drums, Percussion, Lead vocals, Backing Vocals

### DVD
- ジーン・シモンズ – Bass guitar, Lead vocals
- ポール・スタンレー – Rhythm guitar, Lead vocals
- エース・フレーリー – Lead guitar, Backing Vocals
- ピーター・クリス – Drums, Percussion, Lead vocals, Backing Vocals